# James Grimston (3e comte de Verulam)
James Walter Grimston, 3e comte de Verulam (11 mai 1852 - 11 novembre 1924), connu sous le nom de vicomte Grimston de 1852 à 1895, est un homme politique britannique du parti conservateur qui siège à la Chambre des communes de 1885 à 1892. Il hérite de sa pairie en 1895.

## Biographie
Grimston est le fils aîné de James Grimston (2e comte de Verulam)) et de sa femme Elizabeth Joanna Weyland. Il fait ses études à Harrow School et devient lieutenant dans le 1er Life Guards. Il est juge de paix du Hertfordshire et capitaine de la Hertfordshire Yeoman Cavalry.
Grimston est élu député pour St Albans en 1885 et occupe le siège jusqu'à sa retraite la Chambre des communes à 1892.
En 1895, il succède à son père dans le comté et entre à la Chambre des lords.

## Mariage et descendance
Lord Verulam épouse Margaret Frances Graham, fille de Frederick Ulric Graham de Netherby, 3e baronnet, et épouse Jane Hermione Seymour (fille d'Edward Seymour (12e duc de Somerset), et épouse Jane Georgiana Sheridan), et veuve d'Alexander Aeneas Mackintosh, en 1878. Ils ont six filles et un fils :
- Helen Grimston (1879-1947), épouse Felix Cassel
- James Walter Grimston, 4e comte de Verulam (1880-1949)
- Hermione Grimston (1881-1924)
- Aline Grimston (1883–? )
- Elizabeth Grimston (1885–? )
- Sibyl Grimston (1887-1968) ; marié au major Alastair Thomas Joseph Fraser, fils de Simon Fraser (13e Lord Lovat), et épouse Alice Mary Weld-Blundell [3]
- Vera Grimston (1890-1970)

Lord Verulam meurt en novembre 1924, à l'âge de 72 ans, et est remplacé à ses titres par son fils James. Lady Verulam est décédée en 1927.
L'actrice écossaise Rose Leslie descend de Grimston.